# 羅斯福島 (南極洲)
羅斯福島（英語：Roosevelt Island）是南極洲海岸外的一座島嶼，位於羅斯冰架東半部下方，島嶼長130公里、寬65公里，面積約7,500平方公里。島上最高點海拔550米，整座島都被冰雪（羅斯冰棚）覆蓋，新西蘭宣稱擁有主權。